# Estació de Torreblanca
|  | Per a l'estació de Renfe al poble de Torreblanca al Baix Maestrat vegeu Estació de Torreblanca (Renfe) |

Torreblanca és una estació de la línia T3 de la xarxa del Trambaix situada sobre la carretera Reial, prop del barri de la Torreblanca, a Sant Just Desvern
Aquesta es va inaugurar el 5 de gener del 2006 amb el nom de Consell Comarcal quan es va prolongar des de Sant Martí de l'Erm (ara Hospital St Joan Despí | TV3) fins aquí. Un any més tard, el 6 de maig del 2007, amb la prolongació de la T3 fins a Sant Feliu | Consell Comarcal va adoptar el nom actual.
Hi ha en projecte d'enllaçar aquí amb la línia 3 del metro de Barcelona.
| Procedència/Destinació | <                              | Línia | >                              | Procedència/Destinació         |
| ---------------------- | ------------------------------ | ----- | ------------------------------ | ------------------------------ |
| Trambaix               |                                |       |                                |                                |
| Francesc Macià         | Walden                         |       | Sant Feliu \| Consell Comarcal | Sant Feliu \| Consell Comarcal |
| Metro de Barcelona     |                                |       |                                |                                |
| Projectat              |                                |       |                                |                                |
| Sant Feliu             | Sant Feliu \| Consell Comarcal |       | Sant Joan Despí                | Trinitat Vella                 |